# Lilijana Kozlovič

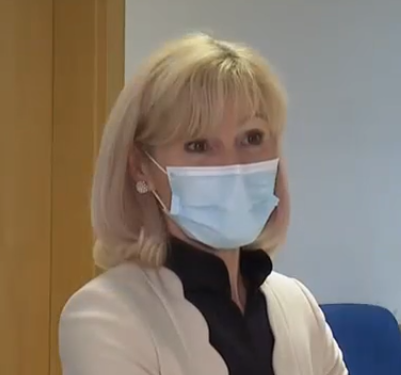
Lilijana Kozlovič, 2021

Lilijana Kozlovič (* 30. Oktober 1962) ist eine slowenische Politikerin (SMC). Von März 2020 bis Mai 2021 war sie Justizministerin des Landes.

## Leben
Lilijana Kozlovič arbeitete ab 1981 bei der Polizei in Koper und studierte später Rechtswissenschaft an der Universität Ljubljana, wo sie 1997 und 2012 Abschlüsse erwarb. Ab 2004 arbeitete sie im Ministerium für öffentliche Verwaltung.
Bei der Parlamentswahl 2014 wurde sie zur Abgeordneten gewählt. Sie ist Vorsitzende des SMC-Ortsvereins in Koper und gehört seit Oktober 2015 dem Parteivorstand an. Von 2016 bis 2018 war sie Generalsekretärin der Regierung Cerar. Ab 2019 war sie Generaldirektorin der Slowenischen Umweltagentur.
Nach dem Rücktritt von Ministerpräsident Marjan Šarec, der eine Minderheitsregierung geführt hatte, stellte der neue Ministerpräsident Janez Janša (SDS) im März 2020 seine neue Regierung vor, der Lilijana Kozlovič als Justizministerin angehörte.
Am 27. Mai 2021 trat sie zurück, nachdem die Regierung die Nominierung von zwei durch Slowenien delegierten Staatsanwälten für die Europäische Staatsanwaltschaft (EPPO) annulliert hatte. Als ihr Nachfolger wurde Mitte Juni Marjan Dikaučič vereidigt.